# Conoyau
En mathématiques, le conoyau d'un morphisme f : X → Y (par exemple un homomorphisme entre groupes ou bien un opérateur borné entre espaces de Hilbert) est la donnée d'un objet Q et d'un morphisme q : Y → Q tel que le morphisme composé {\displaystyle q\circ f} soit le morphisme nul, et de plus Q est, en un certain sens, le plus "gros" objet possédant cette propriété. Souvent l'application q est sous-entendue, et Q est lui-même appelé conoyau de f.
Les conoyaux sont les duaux des noyaux des catégories, d'où le nom.
En de nombreux cas d'algèbre générale, tel que les groupes abéliens, les espaces vectoriels ou les modules, le conoyau d'un homomorphisme f : X → Y est le quotient de Y par l'image de f autrement dit, {\displaystyle \mathrm {coker} f=Y/\mathrm {im} (f)} . Dans un contexte topologique, comme pour un opérateur linéaire borné entre deux espaces de Hilbert, il faut prendre l'adhérence de l'image avant de passer au quotient.
Voir aussi l'article court Conoyau d'une application linéaire.

## Définition formelle
On peut définir le conoyau dans le contexte général de la théorie des catégories, plus précisément des catégories abéliennes, où l'on a la notion de morphisme nul. Le conoyau d'un morphisme f : X → Y est défini comme le coégaliseur de f et du morphisme nul 0XY : X → Y.
De manière explicite, cela se traduit de la manière suivante. Le conoyau de f : X → Y est un objet Q pris avec un morphisme q : Y → Q tel que le diagramme
commute. De plus, le morphisme q doit être universel pour ce diagramme, c'est-à-dire que n'importe quel autre morphisme q′: Y → Q′ peut être obtenu en composant q avec un unique morphisme u : Q → Q′ :
Comme toutes les constructions universelles, le conoyau, s'il existe, est unique à un isomorphisme près, ou plus précisément: si q : Y → Q et q‘ : Y → Q‘ sont deux conoyaux de f : X → Y, alors il existe un unique isomorphisme u : Q → Q‘ avec q‘ = u q.
Comme tous les coégaliseurs, le conoyau q : Y → Q est nécessairement un épimorphisme. À l'inverse, un épimorphisme est dit conormal (en) s'il est le conoyau d'un morphisme. Une catégorie est appelée conormale si chaque épimorphisme est conormal.

## Note
- (en) Cet article est partiellement ou en totalité issu de l’article de Wikipédia en anglais intitulé « Cokernel » (voir la liste des auteurs).